# Diversidad sexual en Finlandia
La diversidad sexual en Finlandia es legal y ampliamente aceptada. El matrimonio y la adopción homosexual son legales en todo el país desde 2017. En 2001 fue uno de los primeros países en reconocer uniones civiles. Según un estudio neerlandés Finlandia se encuentra entre los países europeos con más aceptación a los homosexuales, con más del 75% de su población a favor del matrimonio igualitario.

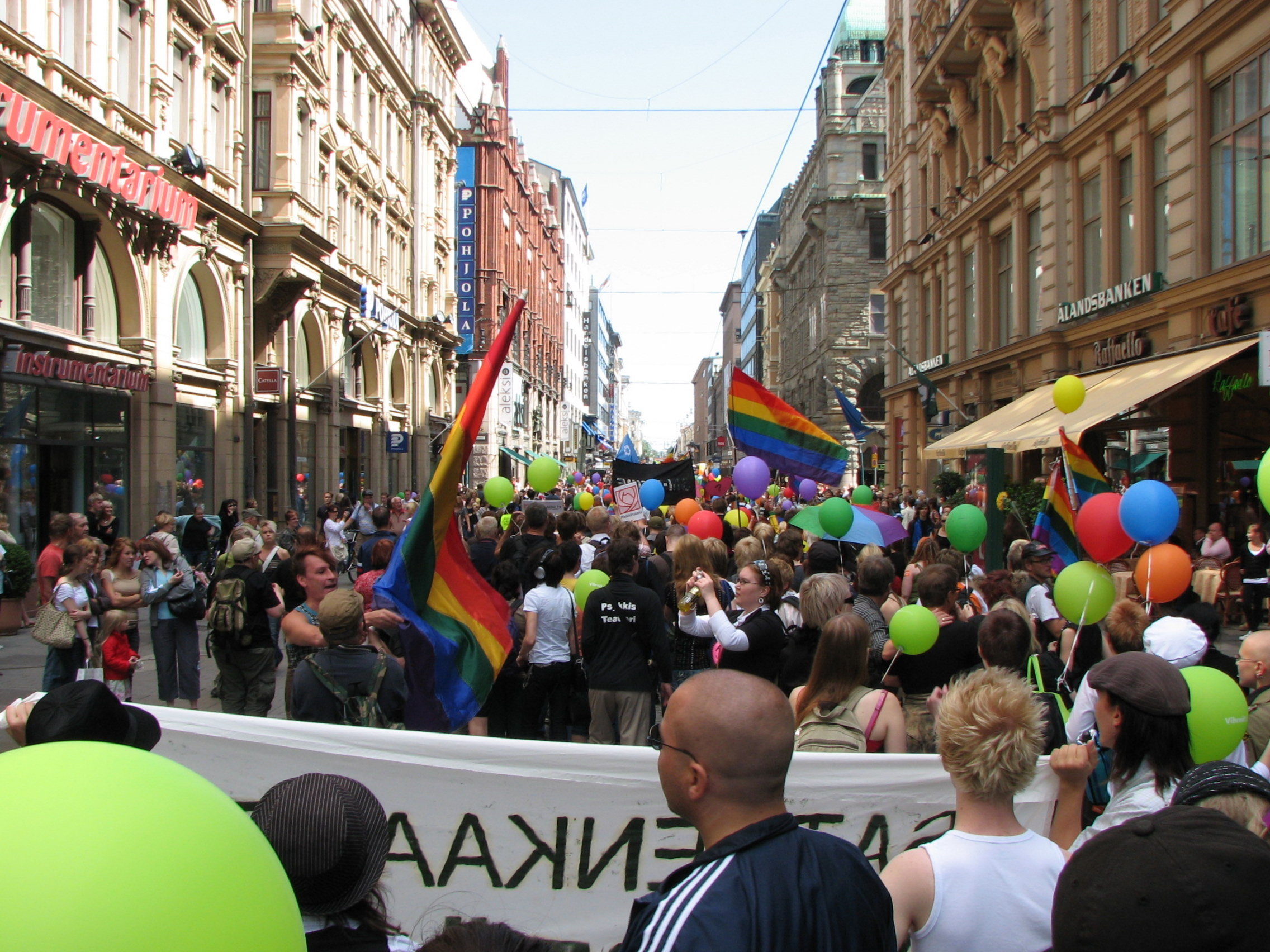
Helsinki Pride 2007

## Historia
- 1889 La homosexualidad fue considerada como crimen en el nuevo código penal y podía castigarse hasta con dos años de cárcel.
- 1971 La homosexualidad fue descriminalizada, pero la "promoción" de esta continuó siendo ilegal.
- 1974 Se fundó SETA, organización pro-homosexual finlandesa.
- 1981 La homosexualidad fue eliminada de la lista de enfermedades.
- 1995 Se prohíbe la discriminación por motivos de orientación sexual.
- 1999 La edad de consentimiento se rebaja dos años para las relaciones homosexuales, equiparándolas así con las heterosexuales a los 16 años. La "promoción" de la homosexualidad deja de estar prohibida.
- 2001 Se reconoce la unión civil para las parejas homosexuales.
- 2017 Se reconoce el Matrimonio igualitario y la adopción conjunta.